# Shireen Mazari
Shireen Mehrunnisa Mazari (en urdu: شیریں مہر النساء مزاری) es una política y periodista pakistaní, actual Ministra Federal de Derechos Humanos, en funciones desde el 20 de agosto de 2018, día en que fue nombrada por el Primer Ministro Imran Khan. Es Presidenta del Comité Parlamentario para el Nombramiento del Comisionado Jefe de las Elecciones y de los miembros de la Comisión Electoral de Pakistán. También oficia como miembro de la Asamblea Nacional de Pakistán desde agosto de 2018. Anteriormente fue miembro de la Asamblea Nacional desde junio de 2013 hasta mayo de 2018.
Mazari estudió en la Escuela de Economía y Ciencia Política de Londres y más tarde recibió un doctorado de la Universidad de Columbia en ciencias políticas. Mazari se vinculó a la Universidad Quaid-i-Azam como docente asociada y pasó a dirigir el departamento de estudios estratégicos de la universidad. En 2002 se convirtió en la jefa del Instituto de Estudios Estratégicos financiado por el gobierno y permaneció en el cargo hasta 2008. En 2009 empezó a oficiar como editora del diario La Nación de Pakistán.